# Kennedy+swan
kennedy+swan (Eigenschreibweise) ist ein deutsches Künstlerduo, bestehend aus Bianca Kennedy (geb. 1989; Leipzig) und Swan Collective (geb. 1986; München).

## Biografie
kennedy+swan wurde 2013 gegründet. Kennedy studierte bis 2017 an der Akademie der Bildenden Künste München bei Klaus vom Bruch und Julian Rosefeldt, wo sie 2017 ihren Meisterschüler machte; Swan Collective studierte unter seinem bürgerlichen Namen Felix Kraus bis 2014 an der Akademie der Bildenden Künste München bei Stephan Dillemuth. Die Künstler leben und arbeiten in Berlin.

## Werk
kennedy+swan beschäftigen sich mit der Zukunft der Evolution und ihrer Auswirkung auf Pflanzen, Tiere, Menschen und Maschinen. Ihre Utopien sind von der Vormachtstellung des Menschen befreit und beleuchten die ökologischen Vorteile hybrider Lebensformen und widmen sich der verstrickten Beziehung zwischen Mensch und Maschine. Für ihre Videos, VR- und AR-Installationen verwendet das Duo eine Vielzahl von Animationstechniken: Zeichnungen, stereoskopisches Filmmaterial, 3D-gescannte Landschaften und selbstgebaute Charaktere ergeben ein Netzwerk aus analogen und digitalen Fragmenten. Jüngste Arbeiten reflektieren die Entwicklung Künstlicher Intelligenz. Die Arbeiten wurden u. a. im Martin-Gropius-Bau, dem Museum der bildenden Künste in Leipzig, dem Museum Marta Herford und auf der Biennale d’art contemporain de Lyon gezeigt.

## Ausstellungen (Auswahl)
Einzelausstellungen
- Ether‘s Bloom, Martin-Gropius-Bau, 2023[1]
- Mixed Signals, Kunstbrücke am Wildenbruch, 2023[2]
- Power Plants, Kunstraum Gewerbepark-Süd, Hilden, 2022
- LIFE 4.0, Konstanze Wolter Galerie, 2021
- A Closed Mouth Gathers No Feet, Digital Art Space München, 2020
- The Lives Beneath, Espronceda, Barcelona, 2016
- Süperb Sürprise, Galerie Esther Donatz, München, 2015

Gruppenausstellungen
- SHIFT. AI and a future society, Kunstmuseum Stuttgart, 2023[3]
- SHIFT. AI and a future society, Marta Herford, 2023[4]
- Fabrics Of Dreams, Die Angewandte, Wien, 2023[5]
- Apex Predator – Kunsthalle Brennabor, 2023
- Play Matters, Artemis Gallery Lisbon, 2022
- Manifesto of Fragility, Biennale d’art contemporain de Lyon, 2022
- Die moderne Wunderkammer, Wilhelm-Fabry Museum, 2022[6]
- reconnecting earth – Public Space Genf, 2019
- Drawing Sculpture – Goethe Institute Paris, 2019
- Zero Waste, Museum der Bildenden Künste Leipzig, 2020[7]
- Paganism, Neues Kunsthaus Ahrenshoop, 2020
- Living with the Arts, KADEWE Berlin, 2020
- My Fiction and You, Bärenzwinger, Berlin, 2019
- LOOP Discover Award, Barcelona, 2018[8]
- Touching from a distance, Literaturhaus Berlin, 2018
- IRRReal, 48 Stunden Neukölln, KINDL, Berlin, 2018
- More than Human, Kesselhaus Berlin, 2018
- Bewegung, Arai Associates, Tokio, 2017
- Borderland, Kunstraum Klingental, Basel, 2016[9]
- Praktizierte Substanz, Kunstarkaden München, 2015

## Stipendien und Preise
- 2023: Artist in Residence Studio Quantum, Goethe-Institut Irland[10]
- 2023: Stiftung Kunstfonds NEUSTARTplus
- 2021: Recherchestipendium Berlin
- 2018: LOOP Discover Award, Barcelona[11]
- 2016: Residency Espronceda, Barcelona
- 2011–14: jeweils Stipendium der Studienstiftung des deutschen Volkes